# Boże Narodzenie (fresk Giotta)
Boże Narodzenie – fresk autorstwa Giotto di Bondone namalowany ok. 1305 roku dla kaplicy Scrovegnich w Padwie.
Jeden z 40 fresków namalowanych przez Giotta w kaplicy Scrovegnich należący do cyklu scen przedstawiających życie Joachima i Anny, Marii oraz Chrystusa.
Fresk obrazuje jeden z najbardziej popularnych wątków religijnych malowanych przez artystów. Boże Narodzenie zostało opisane w Ewangelii Łukasza. Gdy Święta Rodzina przybyła do Betlejem, nie było miejsca dla nich w gospodzie więc schronili się poza miastem. Wówczas Maria porodziła syna. Według Ewangelii narodziny nastąpiły w stajence lub w zadaszonym schronieniu dla zwierząt o czym mają świadczyć słowa: Porodziła swego pierworodnego Syna, owinęła Go w pieluszki i położyła w żłobie, gdyż nie było dla nich miejsca w gospodzie (Łk.2 7).

Giotto odszedł od tradycyjnego przedstawienia wątku. Tłem dla Narodzin Jezusa uczynił skalny krajobraz ze skalnym występem zadaszonym drewnianym daszkiem. Zgodnie z bizantyjską tradycją ikonograficzną umieścił Marię w pozycji leżącej, ale już układ ciała Matki było nowością w sztuce. Maria pochyla się nad małym Jezusem, zbliżając swoją twarz do twarzy dziecka. Giotto podobną scenę powtórzył w późniejszym fresku pt.  Opłakiwanie Chrystusa. Na pierwszym planie po lewej stronie osioł został namalowany w skrócie perspektywicznym. Obok niego Józef tradycyjnie pogrążony jest w śnie, a jego sylwetka przypomina Joachima w Śnie Joachima. Po prawej stronie dwaj pasterze wysłuchują słów anioła, który zapowiada przyjście Mesjasza na świat: 

Lecz anioł rzekł do nich: "Nie bójcie się! Oto zwiastuję wam radość wielką, która będzie udziałem całego narodu: dziś w mieście Dawida narodził się wam Zbawiciel, który jest mesjasz, Pan. A to będzie znakiem dla was: znajdziecie niemowlę owinięte w pieluszki i leżące w żłobie". I nagle przyłączyło się do anioła mnóstwo zastępów niebieskich (...) (Łk.2 10-12)

Wspomniane zastępy aniołów zostały umieszczone nad dachem stajenki. W ten sposób Giotto przedstawił dwa wątki na jednym fresku.